# Saliciphaga
Saliciphaga is een geslacht van vlinders van de familie bladrollers (Tortricidae), uit de onderfamilie Olethreutinae.

## Soorten
- S. acharis (Butler, 1879)
- S. caesia Falkovich, 1962